# Ligne de Toulouse à Bayonne
 (novembre 2022).
La ligne de Toulouse à Bayonne est une des principales lignes ferroviaires transversales du Sud-Ouest de la France. Connue sous le nom de Transversale pyrénéenne, on lui associe généralement la ligne de Puyoô à Dax, qui permet de la relier à la ligne de Bordeaux à Irun. Les principales particularités de cette ligne sont une électrification précoce, due notamment à la forte déclivité de la ligne, et la grande quantité de trains de pèlerins se rendant à Lourdes y circulant.
Elle constitue la ligne 650 000 du réseau ferré national.

## Historique
La ligne est déclarée d'utilité publique par un décret impérial le 23 octobre 1856. Elle est concédée à la Compagnie des chemins de fer du Midi et du Canal latéral à la Garonne par une convention signée le 1er août 1857 entre le ministre des Travaux publics et la compagnie. Cette convention est approuvée par un décret impérial à la même date.
Cette ligne a été mise en service par la Compagnie du Midi au cours des années 1860. Le tracé passant par Tarbes et non par Auch a été proposé par l'ingénieur  Colomès de Juillan appuyé par Achille Fould, ministre influent de Napoléon III, il offrait l'avantage de mieux desservir le département de la Haute-Garonne et de permettre le développement du thermalisme pyrénéen en plein essor. La section orientale de Toulouse à Montréjeau a été mise en service en 1861-1862, la section occidentale entre Pau et Bayonne en 1863-1864, et la section centrale entre Montréjeau, Tarbes et Pau en 1866-1867. Ligne initialement à voie unique, elle reçoit progressivement une seconde voie de 1869 à 1900 sur la section de Toulouse à Puyoô.
En raison des fortes pentes qui caractérisent la partie centrale de la ligne (33 ‰ de Capvern à Tournay), et aussi de la rareté du charbon dans cette région, la Compagnie du Midi s'intéresse très vite à la traction électrique, sous la direction en particulier de l'ingénieur Jean-Raoul Paul : elle réalise alors une électrification de certains tronçons en 12 kV -16,66 Hz. La décision gouvernementale d'opter pour le 1500 V continu au lendemain de la Première Guerre mondiale oblige la Compagnie du Midi à revoir ses plans d'électrification et à convertir les tronçons déjà électrifiés en 12 kV - 16,66 Hz au 1,5 kV continu choisi par l'État.
Récapitulatif des dates de mise sous tension :
- le 3 mai 1913 : de Tarbes à Lourdes (12 kV - 16,66 Hz) ;
- le 1er novembre 1913 : de Lourdes à Pau (12 kV - 16,66 Hz) ;
- le 25 juin 1914 : de Tarbes à Montréjeau (12 kV - 16,66 Hz) ;
- le 3 octobre 1922 : de Pau à Tarbes (conversion au 1,5 kV - cc) ;
- en octobre 1923 : de Tarbes à Montréjeau (conversion au 1,5 kV - cc) ;
- en avril 1924 : de Montréjeau à Boussens (1,5 kV - cc) ;
- en juillet 1924 : de Boussens à Toulouse (1,5 kV - cc) ;
- le 2 janvier 1925 : de Pau à Puyoô (1,5 kV - cc) et prolongement vers Dax ;
- en 1930 : de Puyoô à Bayonne (1,5kV - cc).

À partir de l'armistice de juin 1940, la ligne franchit la ligne de démarcation entre la zone libre et la zone occupée, avec un stationnement obligatoire d'une demi-heure de tous les trains en gare d'Orthez imposé par l'occupant. La ligne traverse la Seconde Guerre mondiale sans dommage important.
Après-guerre, la création du complexe pétro-chimique de Lacq-Artix va permettre d'accroître le trafic fret.
À la fin du XXe siècle, si le trafic fret a tendance à diminuer sur cette ligne comme sur tout le réseau ferroviaire français, le trafic voyageurs est en augmentation, grâce notamment à l'arrivée du TGV dans les années 1990 à raison de quatre allers-retours quotidiens entre Paris et Tarbes. Les express reliant la ligne au sud-est ont cependant été quasiment tous supprimés.
En 2004, des travaux ont permis le renforcement de la capacité de la ligne entre Portet-Saint-Simon et Muret par l'automatisation de l'espacement des trains, dans le cadre le la ligne D du réseau de transports en commun de Toulouse.

## Rampe de Capvern

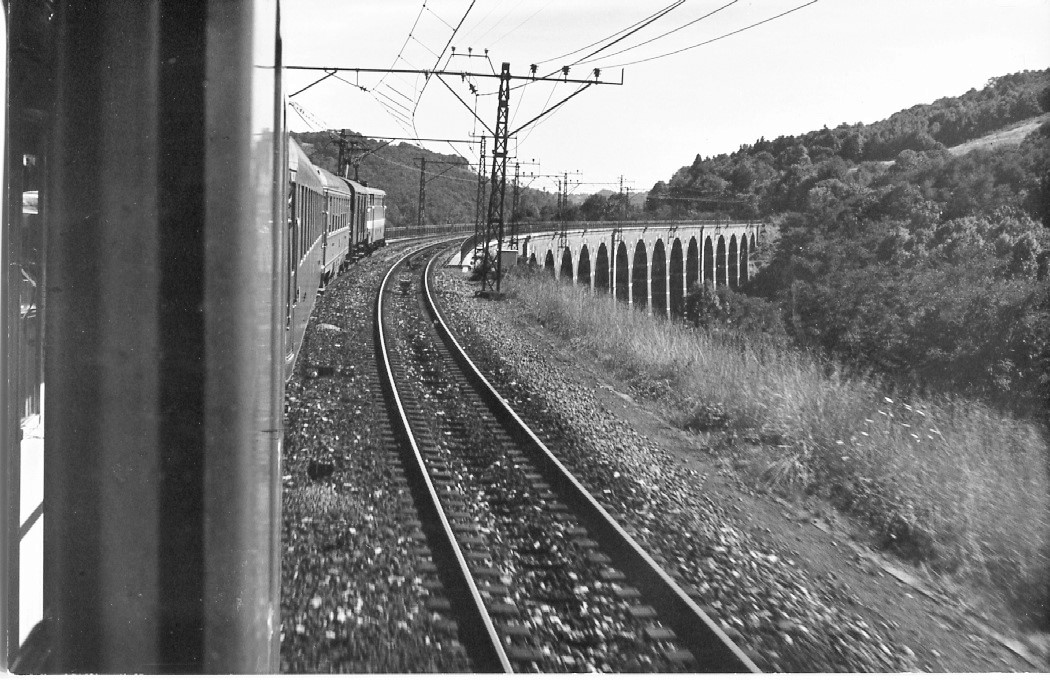
Dans la rampe de Capvern: le viaduc de Lanespède vu d'un train en 1978.

C'est une longue rampe de 8 km, dont la pente est de 33 ‰, qui permet à la ligne de se hisser sur le plateau de Lannemezan en passant de 296 m à Tournay à 596 m à Capvern. À la montée, elle requiert encore parfois l'emploi de machines de pousse, même pour certains trains de voyageurs. En raison de cette déclivité parmi les plus fortes du réseau ferroviaire français, les nouveaux matériels en cours d'homologation sont fréquemment testés sur cette rampe.

## Les antennes pyrénéennes
À cette ligne avaient été greffées à la fin du XIXe siècle de nombreuses antennes remontant les vallées pyrénéennes :
- ligne de Portet-Saint-Simon à Puigcerda (frontière) (transpyrénéen oriental, en service) ;
- ligne de Boussens à Saint-Girons (déclassée, transpyrénéen central non réalisé) ;
- ligne de Montréjeau - Gourdan-Polignan à Luchon (en service) ;
- ligne de Lannemezan à Arreau - Cadéac (en service pour le fret de Lannemezan à Labarthe-Avezac) ;
- ligne de Morcenx à Bagnères-de-Bigorre (via Tarbes, en service pour le fret) ;
- ligne de Lourdes à Pierrefitte-Nestalas (déclassée) ;
- ligne de Pau à Canfranc (frontière), hors service au-delà de Bedous, et son embranchement vers Laruns (déclassé) ;
- ligne de Puyoô à Mauléon et son embranchement vers Saint-Palais (déclassée) ;
- ligne de Bayonne à Saint-Jean-Pied-de-Port (en service).

Ces antennes seront toutes électrifiées à l'exception de celles de Boussens à Saint-Girons et de Morcenx à Tarbes.
En juillet 1928, l'antenne d'Oloron-Sainte-Marie est prolongée jusqu'à Canfranc (Espagne), créant ainsi une nouvelle ligne transpyrénéenne dont le trafic ne sera jamais à la hauteur des espoirs qui avaient été portés sur elle.

## Vitesses limites
(A) ⇒ Vitesses limites de la ligne suivant le tableau de marche des trains de la compagnie du midi du 15 mai 1930.
(B) ⇒ Vitesses limites de la ligne en 2012 pour les AGC, dans le sens impair.
| De (PK)                                  | À (PK)                                   | (A) Limite 1930 (km/h) | (B) Limite 2011 (km/h) |
| ---------------------------------------- | ---------------------------------------- | ---------------------- | ---------------------- |
| Toulouse-Matabiau (PK 0,0)               | PK 6,3                                   | 085                    | 100                    |
| PK 6,3                                   | PK 63,2                                  | 120                    | 160                    |
| PK 63,2                                  | PK 93,6                                  | 120                    | 140                    |
| PK 93,6                                  | Montréjeau - Gourdan-Polignan (PK 103,9) | 120                    | 160                    |
| Montréjeau - Gourdan-Polignan (PK 103,9) | Capvern (PK 126,0)                       | 090                    | 110                    |
| Capvern (PK 126,0)                       | Ozon-Lanespède (PK 136,1)                | I:50 P:75              | 100                    |
| Ozon-Lanespède (PK 136,1)                | Tournay (PK 138,6)                       | 080                    | 100                    |
| Tournay (PK 138,6)                       | Tarbes (PK 156,3)                        | 120                    | 080                    |
| Tarbes (PK 156,3)                        | PK 165,5                                 | 105                    | 140                    |
| PK 165,5                                 | Lourdes (PK 176,9)                       | 105                    | 110                    |
| Lourdes (PK 176,9)                       | Montaut - Bétharram (PK 191,8)           | 090                    | 100                    |
| Montaut - Bétharram (PK 191,8)           | Coarraze - Nay (PK 198,9)                | 105                    | 110                    |
| Coarraze - Nay (PK 198,9)                | Pau (PK 215,7)                           | 105                    | 120                    |
| Pau (PK 215,7)                           | Argagnon (PK 247,1)                      | 105                    | 140                    |
| Argagnon (PK 247,1)                      | PK 254,5                                 | 105                    | 130                    |
| PK 254,5                                 | Baigts-de-Béarn (PK 264,0)               | 105                    | 110                    |
| Baigts-de-Béarn (PK 264,0)               | Puyoo (PK 270,2)                         | 105                    | 120                    |
| Puyoo (PK 270,2)                         | PK 302,6                                 | 095                    | 120                    |
| PK 302,6                                 | Lahonce (PK 312,0)                       | 095                    | 110                    |
| Lahonce (PK 312,0)                       | Bif. de Mousserolles (PK 319,4)          | 095                    | 120                    |
| Bif. de Mousserolles (PK 319,4)          | Bayonne (PK 321,4)                       | 095                    | 100                    |

## Les pèlerinages à Lourdes

Garage des trains de pèlerins à Lourdes en 1975

Les pèlerinages à Lourdes ont été très rapidement un facteur essentiel du développement de cette ligne après sa création en contribuant à son succès économique, qui fut relayé par la suite par le développement de pôles industriels, sur Tarbes, Nay puis Lacq en particulier.
Aujourd'hui encore, bien que relativement moins que par le passé, en raison de la concurrence de l'avion, les pèlerinages à Lourdes représentent, d'avril à octobre, un des principaux trafics de la ligne. Déjà en 1908, cinquantenaire des apparitions supposées de Marie, 525 trains spéciaux avaient été organisés pour transporter les pèlerins. En 2005, 440 trains spéciaux ont desservi Lourdes, dont 44 % en provenance des régions françaises et 33 % en provenance d'Italie.

## Galerie

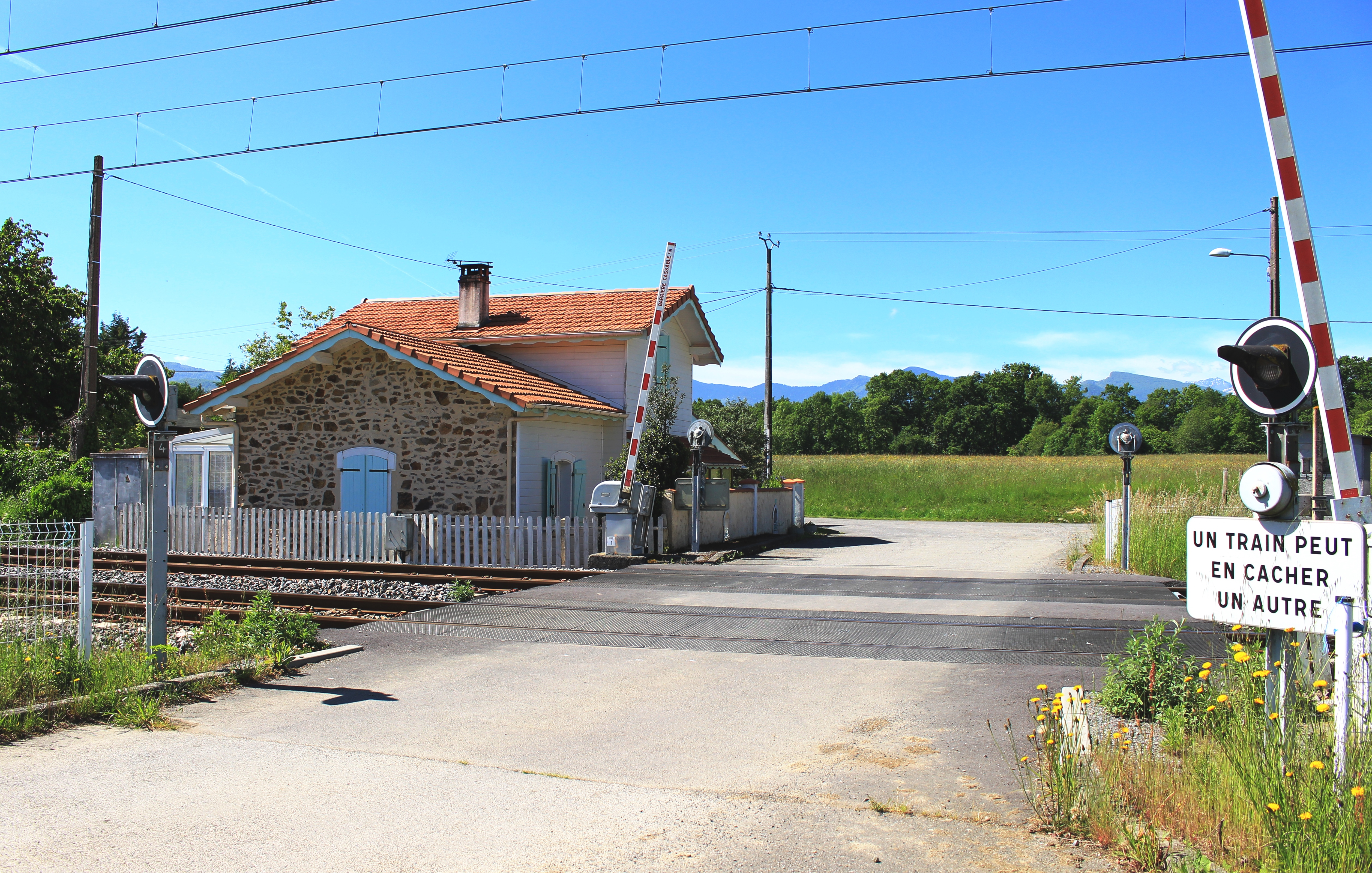
Passage à niveau n° 116 à Saint-Laurent-de-Neste.
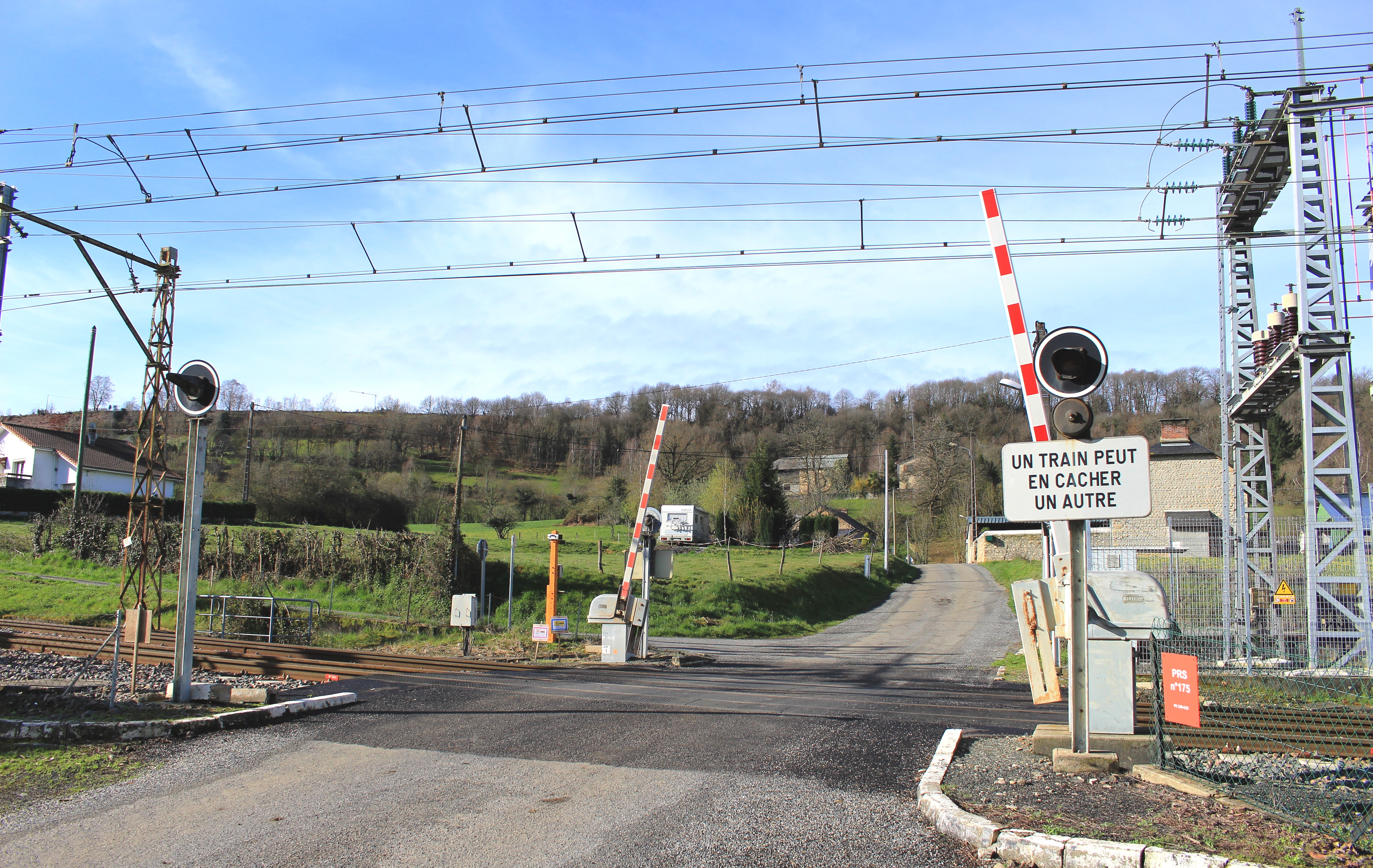
Passage à niveau n° 134 à Péré.
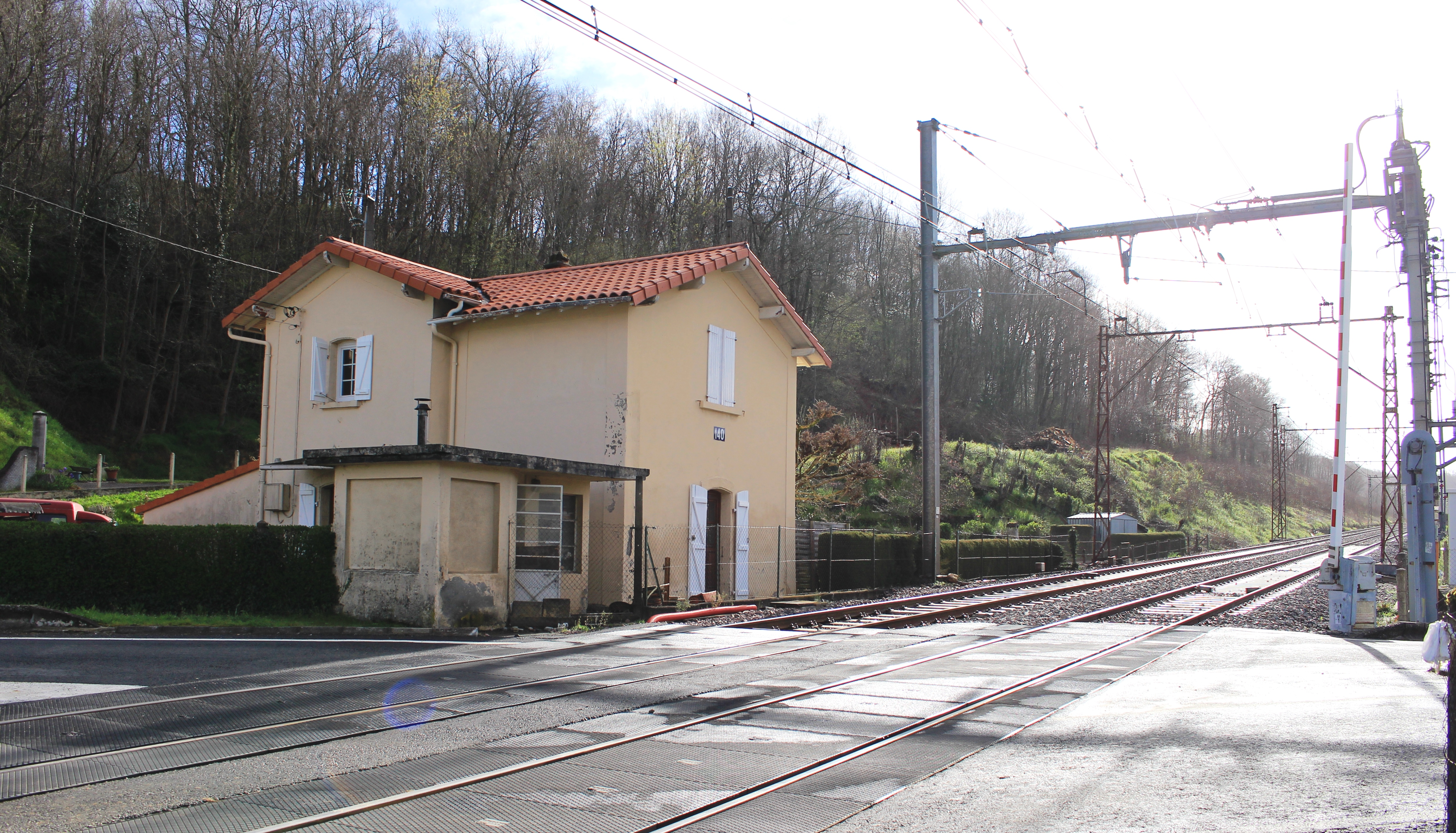
Passage à niveau n° 140 à Lanespède.
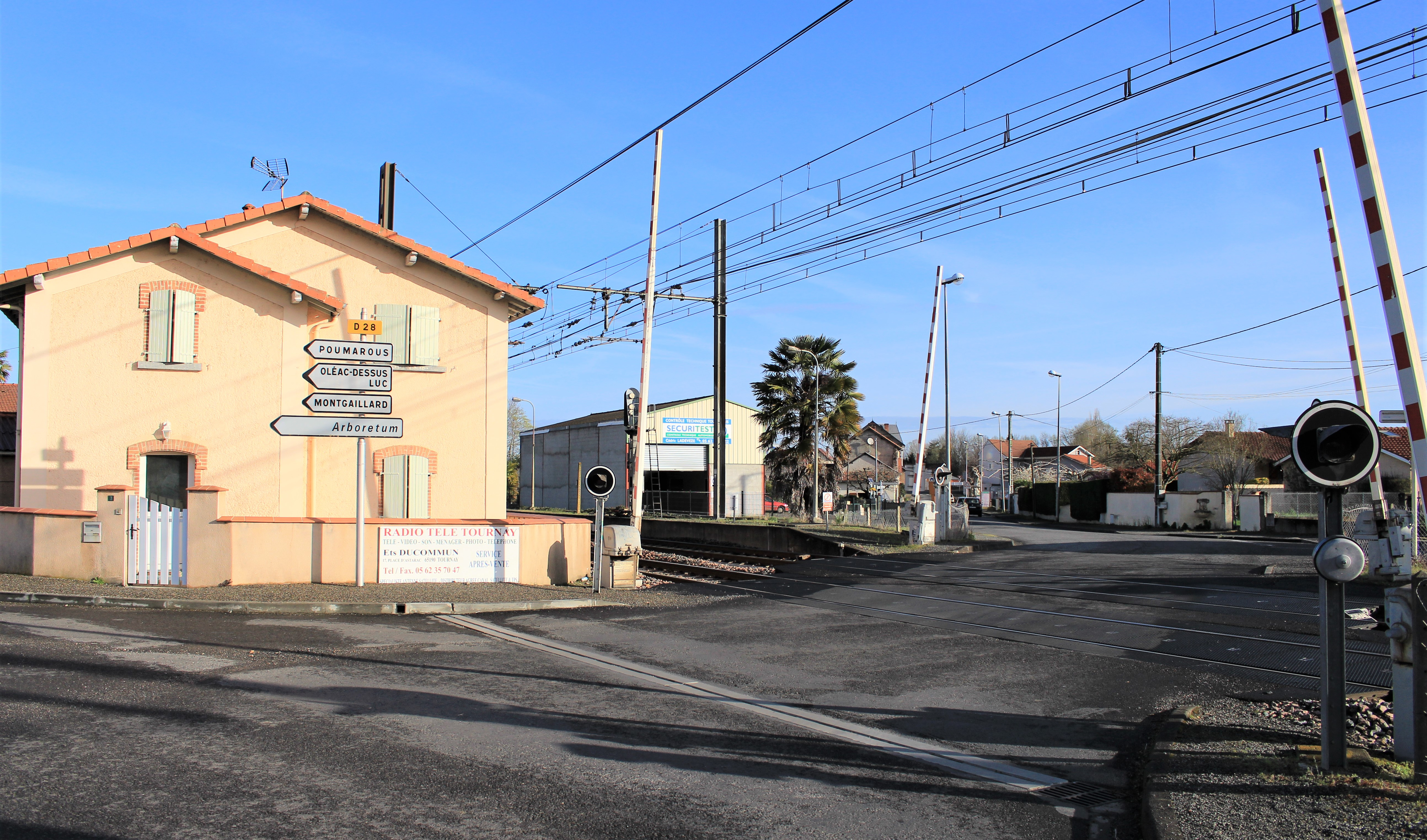
Passage à niveau n° 144 à Tournay.
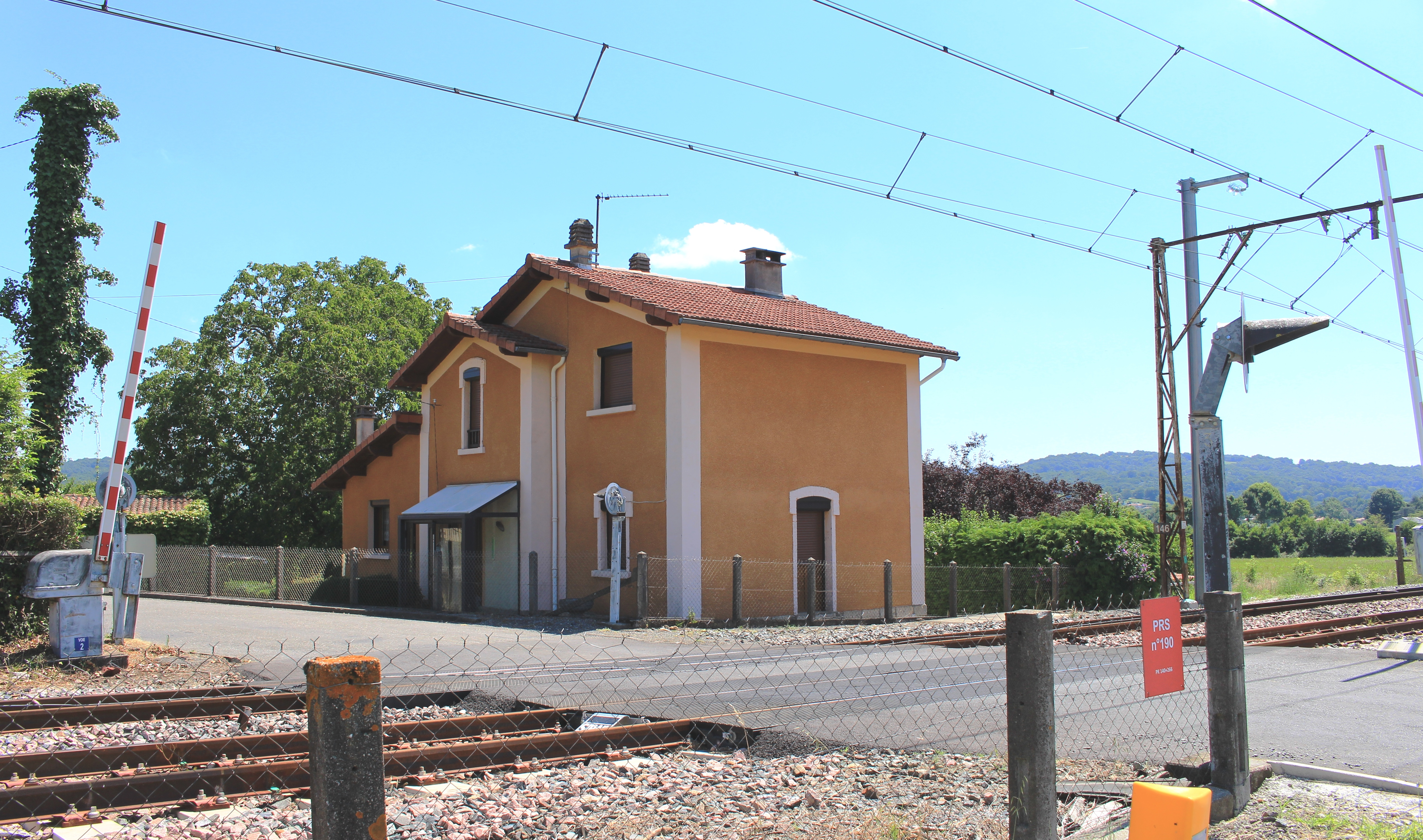
Passage à niveau n° 146 à Bordes.
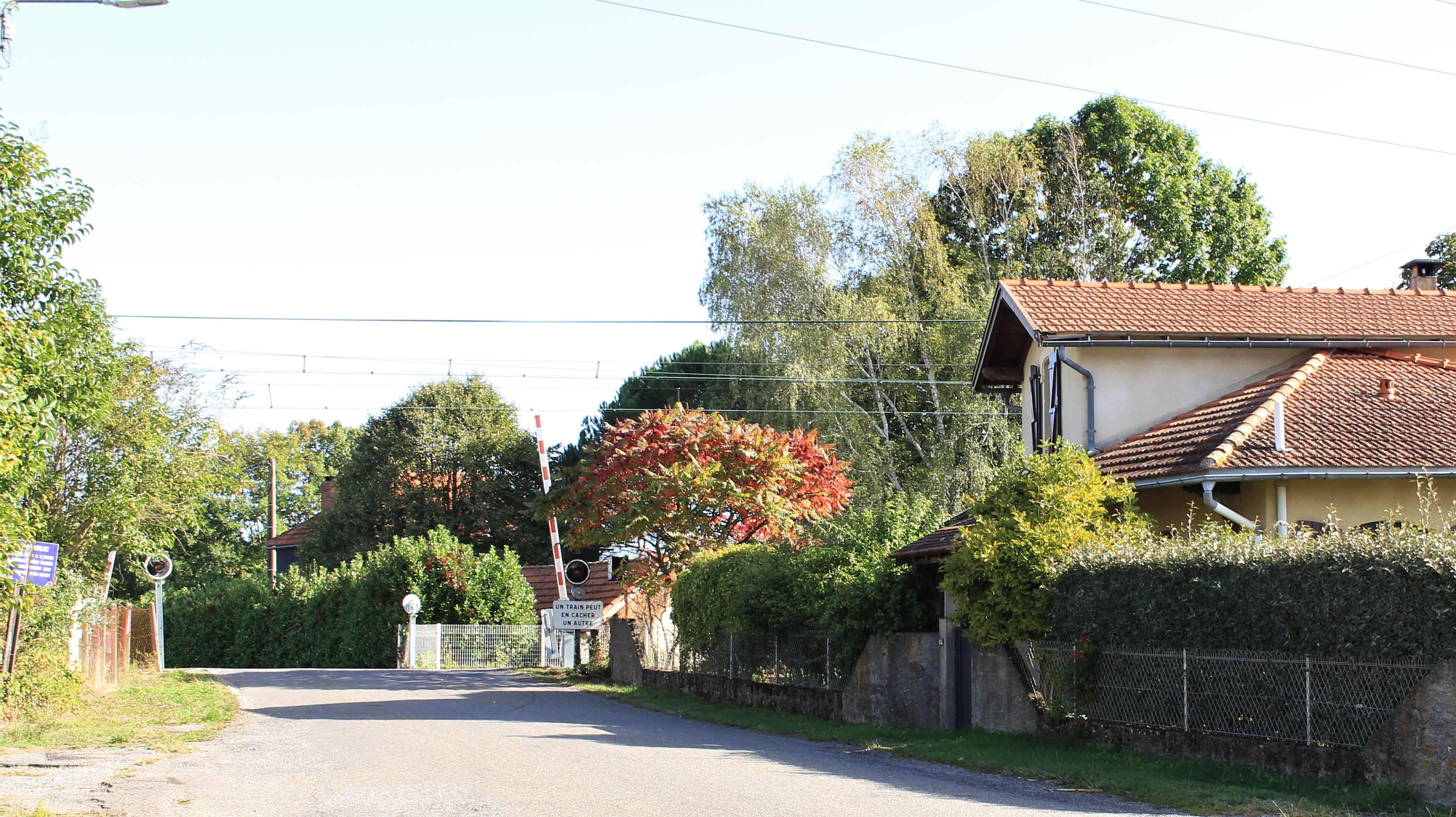
Passage à niveau n° 152 à Lansac .
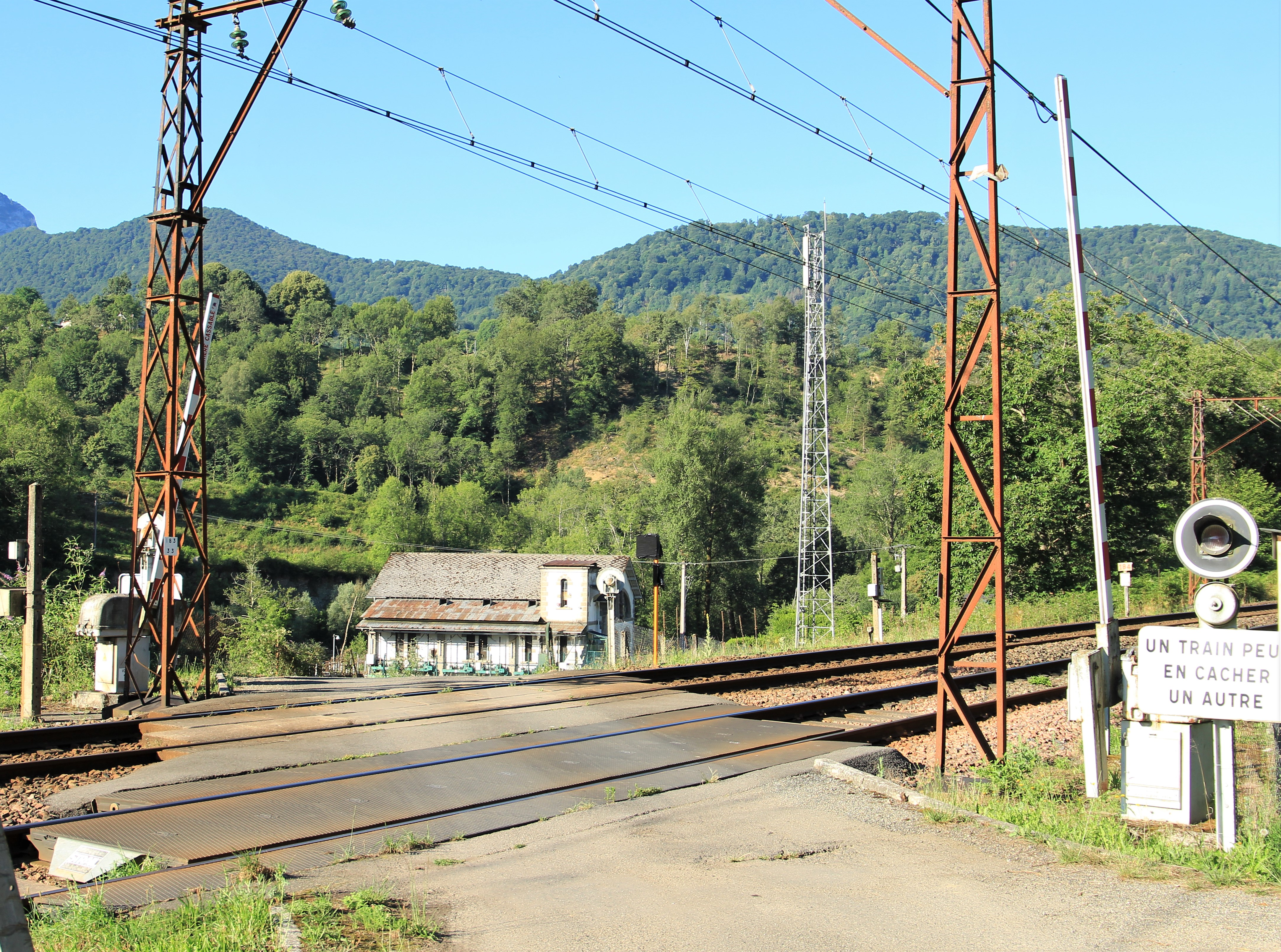
Passage à niveau n° 184 à Peyrouse.
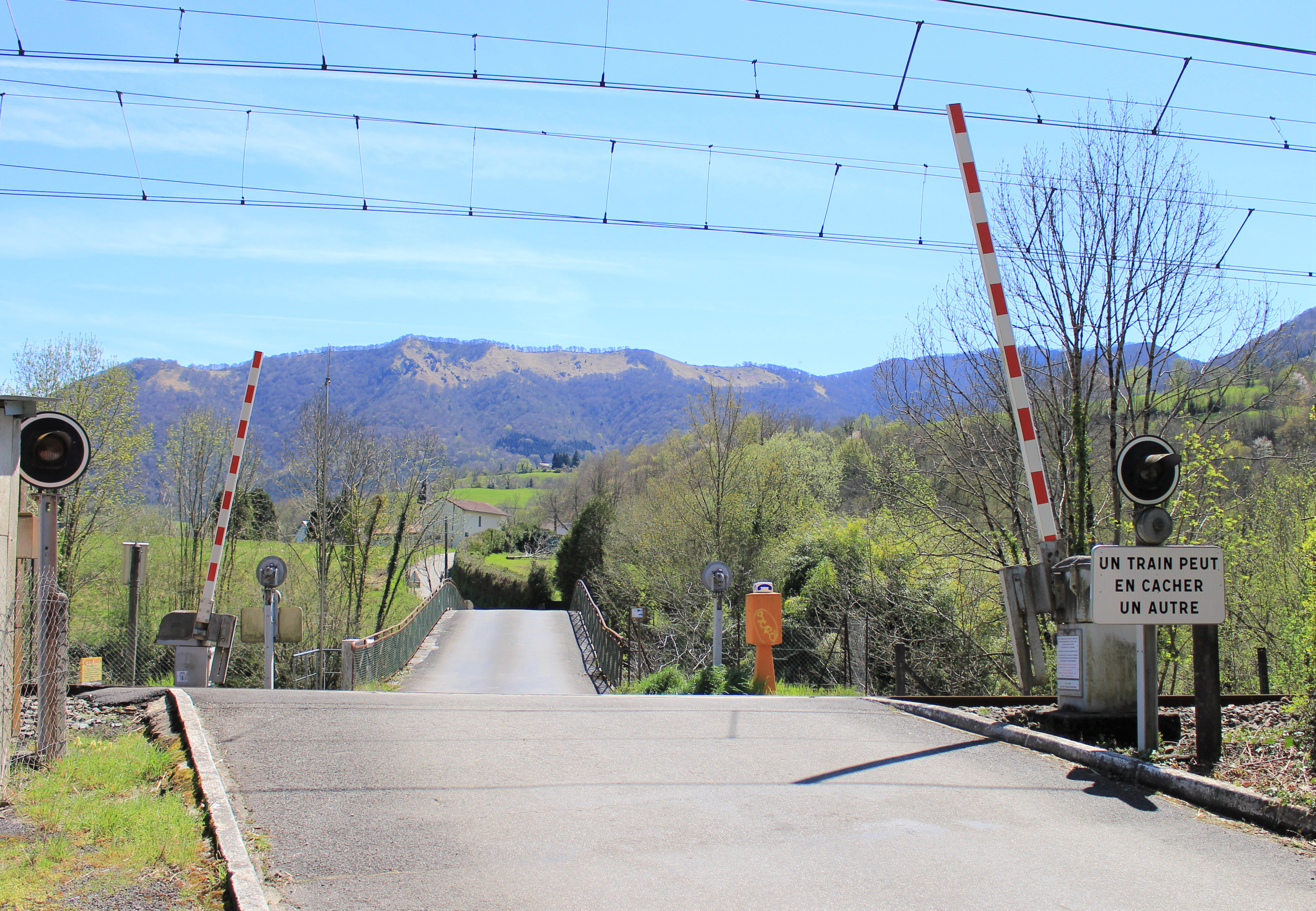
Passage à niveau n° 186 à Saint-Pé-de-Bigorre.